# 米海尔·坎塔库泽努斯 (舍丹诺奥卢)
米海尔·坎塔库泽努斯（希臘語：Μιχαήλ Καντακουζηνός；1510年—1578年3月3日），昵称舍丹诺奥卢（土耳其语：“撒旦之子”），是一位奥斯曼帝国希腊裔权贵，以其大量财富和政治影响力著称。他曾一度主导了奥斯曼帝国希腊正教米利特的事务，把持了主教和牧首的任免权，直到其于1578年失宠并遭处决为止。

## 背景
米海尔的出身和早年情况都不明确，尽管他带有拜占庭帝国末期最为显贵的王朝姓氏之一，当时富有的希腊人使用拜占庭姓氏并自称其后裔的情况并不鲜见。 曾在君士坦丁堡生活过的德国教士史蒂芬·格拉赫认为他是英国大使的儿子，不过这一看法已经遭现代学界抛弃。 著名拜占庭学家史蒂文·朗西曼认为这一后来的坎塔库泽努斯家族“或许是宣称是拜占庭皇帝后裔的家族中唯一真材实料的。” 另一方面，据唐纳德·尼科尔：“爱国的罗马尼亚史学家的确努力证明了拜占庭的所有皇族中，只有坎塔库泽努斯家族是唯一一个延续至今的，但其谱系在15世纪中叶之后至少是不明确的。”

## 生平
坎塔库泽努斯通过成功的商业投机攫取了财富，这使得他能够在奥斯曼帝国各省的包税制中获得一杯羹。他对其基督徒同胞展现的贪婪和无情也为他争取到了“撒旦之子”的雅号。 米海尔还获得了安基亚洛斯盐业以及君士坦丁堡关税的垄断权。 此外，渔业以及对年利润6万达克特的对莫斯科大公国毛皮交易也由他垄断了。 米海尔是如此地富有，乃至于在1571年勒班陀战役奥斯曼舰队重创后，他一人就自费建造并配备了60艘桨帆船。 通过与索库鲁·穆罕默德帕夏和其他奥斯曼宫廷权贵的密切关系，他的权力得到了保障，而前者也能从他那里获利。
由此米海尔成为了奥斯曼治下君士坦丁堡最有权势的希腊权贵。 鉴于他的影响力，同时代的人称他为“希腊民族的支柱”，彼时的德国学者马丁·克鲁修斯将他称为“希腊人的神”，为了显示自己的权力，米海尔在信件上使用了拜占庭皇帝的双头鹰铅封。 米海尔在希腊正教会米利特教职的买卖上十分活跃，从地方主教座到普世牧首宗座，甚至多瑙河一带摩尔达维亚和瓦拉几亚公国的教职他都有插手。 1565年，他撤换了受欢迎的约阿撒弗二世牧首，并拥立米特罗凡三世为牧首，此前，米海尔已经帮助此人攫取了拉里萨和希俄斯的主教座。 作为利益交换，米特罗凡每年要向米海尔支付两千弗罗林，持续八年。而这笔钱中的一大部分都进了索库鲁帕夏的腰包。 尽管一开始支持米海尔的许多谋划，米特罗凡最终还是与他决裂，并于1572年以“与西方互通款曲”的指控遭废黜。 米海尔还将瓦拉几亚公爵彼得拉下了台，他似乎由此控制了瓦拉几亚和摩尔达维亚的收入并在哪里实行了苛税。
米海尔喜欢居住在几乎全是希腊人的安基亚洛斯， 他在该地建造了一座可以媲美苏丹的宏伟宫殿，耗费了20000达克特。 然而，他的招摇显摆不仅让他的希腊同胞嫉恨，也让突厥人感到不快。当他背后的索库鲁帕夏的影响力开始减退，米海尔的敌人也趁机发动了攻势：1576年7月，米海尔遭逮捕，其财产被没收。但通过索库鲁的介入，他得以保住一命并被释放。坎塔库泽努斯之后重新获得了其财产，但再一次被指控谋反，1578年3月3日，米海尔于其在安基亚洛斯的宫殿门前被吊死。
其不计其数的丝绸、上有黄金和红宝石以及其他珍宝的织锦或丝绒衣服、以及马匹和其他诸多什物都被拍卖了。而拍卖会本身是如此盛大，乃至于“舍丹诺奥卢的拍卖会”成为了后世的一句谚语。被拍卖的物件中，包括了坎塔库泽努斯大量的藏书，其中有许多珍贵的手稿。这些手稿基本上都由阿索斯山各修道院为了保存史料联手买走了。

## 家族
米海尔有过两段婚姻，他的第一任妻子身份不明，但米海尔与她至少育有一名女儿，并嫁到了拉利斯家族。其第二任妻子是他在老年时迎娶的，她是瓦拉几亚公爵米尔恰的女儿。然而，她拒绝与米海尔一同前往君士坦丁堡。米海尔的三个儿子，安德洛尼卡（1553年生）、季米特里奥斯（1566年生）、以及约翰（1570年生） 都比他长寿。安德洛尼卡得以挽回其父的部分财产且成为了瓦拉几亚王公身后的造王者。1593年，安德洛尼卡推举勇敢的米哈伊为瓦拉几亚公爵。其两个姐妹则嫁给了公爵的继任者聋子史蒂芬（或者是勇者米哈伊的异母兄弟彼得以及摩尔达维亚的暴君亚伦）。

## 引用
1. 1 2 3 4 5 6 7  Finlay 1856，第188–189頁.
2. ↑  Iorga 1935，第116 n. 6頁.
3. ↑  Runciman 1985，第197 n. 2頁.
4. 1 2 3  Runciman 1985，第197頁.
5. ↑  Nicol 1968，第v頁.
6. 1 2 3 4  Braudel 1995，第696頁.
7. 1 2  İnalcık 1997，第211–212頁.
8. 1 2  Iorga 1935，第115頁.
9. ↑  Papademetriou 2015，第152頁.
10. ↑  Iorga 1935，第116頁.
11. ↑  Iorga 1935，第113–114, 116頁.
12. ↑  Runciman 1985，第199頁.
13. ↑  Papademetriou 2015，第156頁.
14. ↑  Runciman 1985，第199, 200頁.
15. ↑  Iorga 1935，第117頁.
16. ↑  Iorga 1935，第117–118頁.
17. ↑  Runciman 1985，第210, 389頁.
18. ↑  Iorga 1935，第115–116頁.
19. ↑  Iorga 1935，第117–120頁.